# Junii Brașoveni

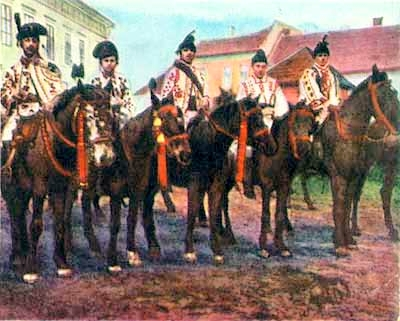
Juni Brașoveni, delegați la Marea Adunare Națională de la Alba Iulia din 1918

Junii Brașoveni, Junii Brașovului sau Junii din Șcheii Brașovului și Brașovul vechi este un grup de călărași din Șcheii Brașovului, astăzi cu funcție ceremonială, care, an de an, defilează pe străzile Brașovului. Sărbătoarea lor, dupa unele surse, ar reprezenta un complex de obiceiuri care combină practici pre-creștine cu manifestări creștine pentru a reda vechiul mit al morții și renașterii rituale a timpului calendaristic.
Junii sunt  grupați astăzi în șapte  grupuri sau cete de călăreți, organizați din punct  de vedere juridic în societăți, a căror misiune este  păstrarea și promovarea  tradițiilor din Șcheii Brașovului și Brașovul vechi, prin urmare se poate susține ca junii îndeplinesc totodată o funcție ceremonială, reluând și practicând ritualuri vechi în fiecare an. 
Cel mai cunoscut eveniment tradițional al Junilor este „Ziua de călări” sau „Coborârea în Cetate” cum mai este cunoscută defilarea călare a cetelor de juni prin Șchei, dar și pe străzile cetății Brașovului. Sărbătoarea lor din Duminica Tomii este singulară în spațiul romanității.
În fiecare an, în Șcheii Brașovului, în prima duminică de după Paștile Răsăritene, adică în Duminica Tomii, atât brașovenii, cât și turiștii asistă la „Ziua de călări” ca la un eveniment tradițional unic, o manifestare fastuoasă cu elemente de mit, ritualuri pre-creștine, dar și ceremonial creștin, toate fiind specifice gândirii mitico-religioase a românilor.

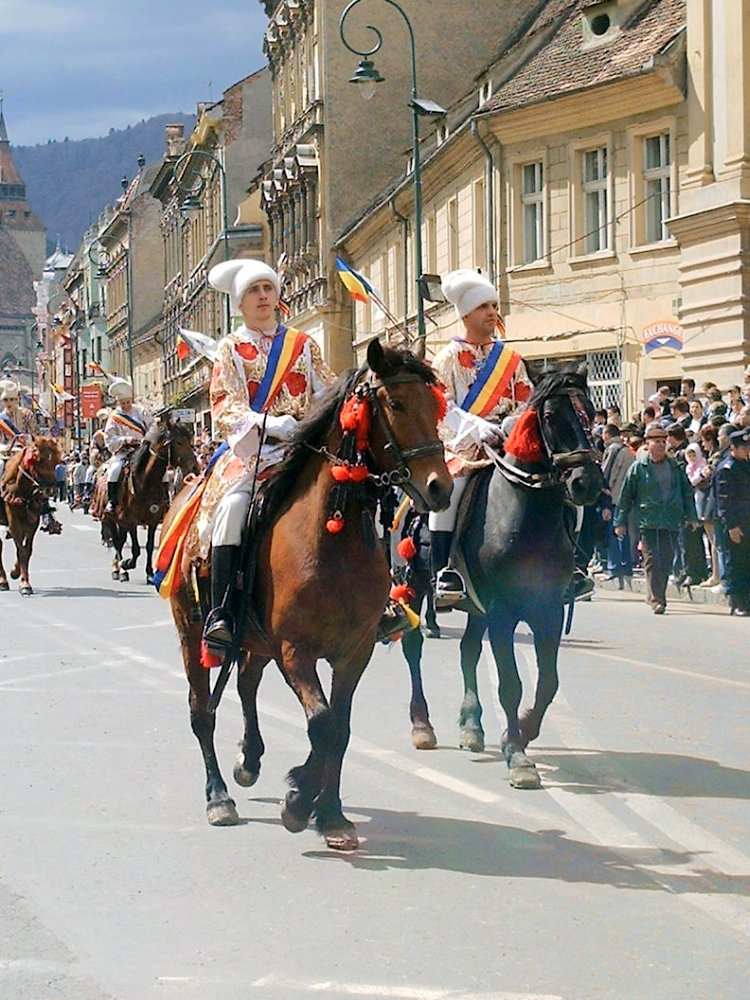
Defilarea Junilor pe Strada Mureșenilor din Brașov

„Junii trebuie priviți ca un rest de epocă păgână, o străveche serbare de primăvară, care serbează reînvierea naturii, învingerea soarelui asupra asprimii și gerului iernii, începutul vieții noi... iar serbarea trebuie considerată ca un cult religios precreștin, confirmată și de împrejurarea că ea se petrece tot timpul pe dealuri, fiind un obicei cunoscut încă de la daci”—afirma în sec. XX. Julius Teutsch, cronicar sas
.

## Obiceiul Junilor
În dimineața sărbătorii junii se adună la casele serjilor. Apoi se merge la stegar, sutaș, armașul mic, armașul mare, ultimul la care ajung fiind vătaful. În jurul orei 11 cele șapte grupuri de juni se îndreaptă spre Piața Prundului (azi Unirii) din fața Bisericii Sfântul Nicolae.
Urmează încolonarea grupurilor după o ordine bine stabilită și devenită tradițională: mai întâi Junii Tineri, urmați de Junii Bătrâni, Curcani, Dorobanți, Brașovecheni, Roșiori și Albiori. Coloana este deschisă de fanfară. Fiecare grup are în frunte vătaful, urmat de stegar, încadrat de cei doi armași. Vătaful poartă lenta roșie pe piept, iar armașii mare și mic, galbenă și albastră, formând astfel tricolorul, ca pe vremea când aceasta era interzis. Plecând din Prund, Junii fac un popas la Troița Căpitanului Ilie Birt, unde cântă „Hristos a înviat!”, fiecare grup în parte, apoi coboară pe strada Mureșenilor până la Bulevardul Eroilor, după care urcă, ocolind pe strada Nicolae Bălcescu, trec de Poarta Șchei, în sus pe strada Căpitan Ilie Birt, strada Pe Tocile spre „Capul Satului” pe strada Podul Crețului și de aici la Pietrele lui Solomon.
Pe tot parcursul defilării, junii sunt întâmpinați de locuitorii Brașovului cu urale și aplauze, cărora junii le răspund prin a-i invita să-i însoțească „la Pietri” ca să petreacă în natura alături de ei.
Odată ajunși la Pietrele lui Solomon, într-un splendid amfiteatru natural, junii se răspândesc pe cele două platouri la locurile amenajate din moși strămoși, la mesele lor, care altădată erau niște ridicături de pământ (eminente romane), dar azi s-au așezat peste ele mese de lemn și metal. Petrecerea începe prin ieșirea la horă și aruncarea buzduganului, pe melodia cunoscută ca „Hora junilor”. Urmează și alte jocuri: sârbă, brâul, breaza, bătuta ș.a., fiind invitate la joc și fetele.
O dată cu ora stabilită pentru încheierea manifestării, grupurile de juni se încolonează în ordinea stabilită și știută și se îndreaptă spre Piața Unirii unde fiecare grup cântă pentru ultima dată „Hristos a înviat” și apoi grupurile de juni se despart luând astfel sfârșit defilarea călare a junilor.
Documentele atestă că în anul 1931 existau șapte organizații ale junilor, cea mai veche fiind cea a Junilor Tineri. Ultimul grup înființat este cel din 1924 grupul Junilor Dorobanți, format numai din bărbați căsătoriți.
Obiceiul junilor este considerat drept unul din ritualurile de inițiere în rândul feciorilor, el fiind inclus în ciclul „cetelor”. Înțelesul termenului de „june” în Transilvania este acela de „tânăr”, neînsurat sau însurat.

## Grupurile Junilor
Există mai multe grupuri de juni, după cum urmează: Junii Tineri, Junii Bătrâni, Junii Curcani, Junii Dorobanți, Junii Brașovecheni, Junii Roșiori și Junii Albiori.  

### Junii Tineri

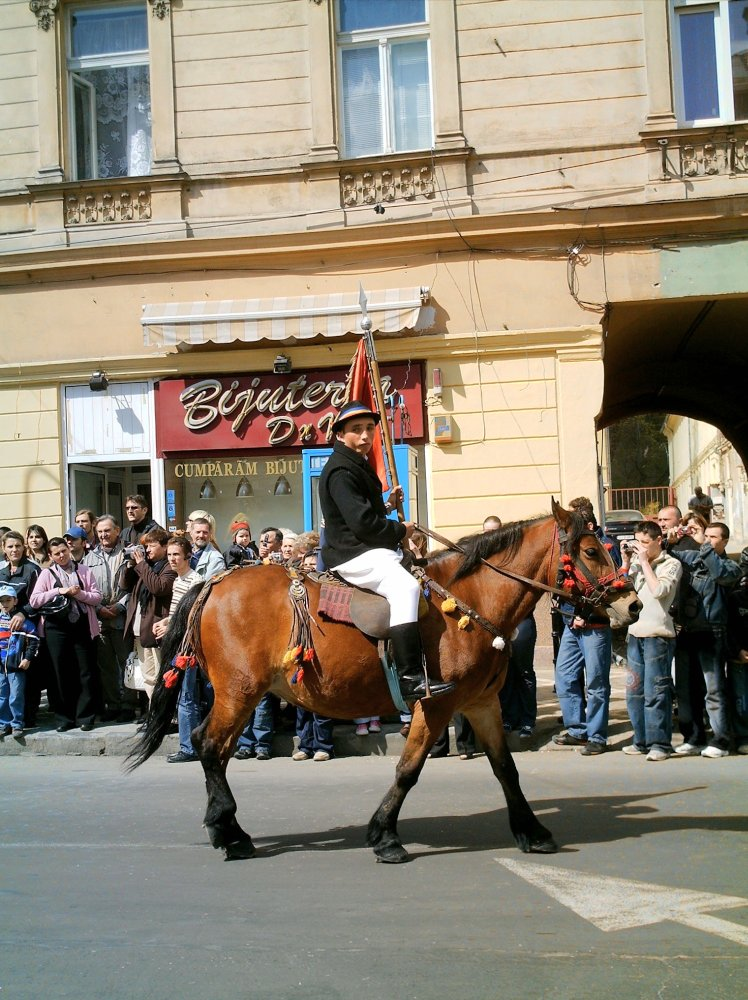
June Tânăr și steagul grupului

Junii Tineri reprezintă vechea ceată a feciorilor, adevărați întemeietori ai obiceiului, fiind prezenți pe tot parcursul anului în ritualurile junilor. Atributul de „tânăr” li s-a alăturat pentru a desemna deosebirea între cei necăsătoriți, care, prin căsătorie erau obligați să iasă din rândurile companiei. În trecut, Junii Tineri erau îmbrăcați în haine obișnuite românești: o cămașă albă, lungă până mai sus de genunchi, fără guler, cu mâneci lungi și largi. Aveau cioareci albi, strânși pe picior și erau încălțați unii cu opinci, alții cu cizme. Pe cap purtau pălării cu borul larg și calota rotundă. La brâu erau încinși cu șerpare late „ghintuite”, în care purtau pistoale. Purtau mustăți mari, răsucite în sus și pletele lungi până la umeri. Se înțelege că pe vreme urâtă se îmbrăcau mocănește, cu cojoace și sărici. 
Astăzi ei poartă o cămașă albă, cu crețuri, lungă până la genunchi, peste care pun un „flanel” cu mâneci, acoperit de un „laibăr” și de un „spențer” (haină și jachetă) de culoare vânăt-închis, cu nasturi de argint sau suflați cu aur. Cioarecii sunt tot albi, din dimie fină, iar în picioare, indiferent de anotimp, poartă cizme. Pe cap poartă pălării din catifea, împodobite cu panglici tricolore. Este o evidentă asemănare între acest costum și cel al românilor din ținutul montan al Orăștiei, ceea ce conferă o notă în plus a autohtoniei obiceiului, infirmând teoriile care susțin originea sud-dunăreană a lui. Pentru ieșirea călări la Pietrele lui Solomon, în trecut junii purtau doar „laibărul” fără „spențere”, indiferent de vreme, lucru păstrat până astăzi. Cei trei conducători, (vătaful, armașul mare și armașul mic) se deosebesc de restul companiei prin faptul că pălăriile lor sunt împodobite cu „ruji” (cocarde), trei pentru vătaf, de culoare roșie, două galbene pentru armașul mare și una albastră pentru armașul mic și poartă panglici late în „bandulieră”, de pe umărul drept în jos, pentru vătaf roșie, respectiv galbenă și albastră pentru armași. La încolonare, rujile și panglicile formau tricolorul românesc, interzis transilvănenilor în veacurile de vitregie istorică. Multe dintre pălăriile vechi ale Junilor Tineri poartă tricolorul în căptușeala pălăriei. Actualul steag al Junilor Tineri a fost confecționat în anul 1977, odată cu împlinirea centenarului Independenței, fiind confecționat din mătase de culoare roșie și albastră, pe o parte având clădirea Colegiului Național „Andrei Șaguna”, iar pe partea opusă un june tânăr pe cal. Suportul este din material lemnos, iar în vârf are o suliță. Pentru a putea fi purtat pe cale, s-a confecționat o curea din piele tubulară, să susțină steagul și echilibrul junelui.

### Junii Bătrâni

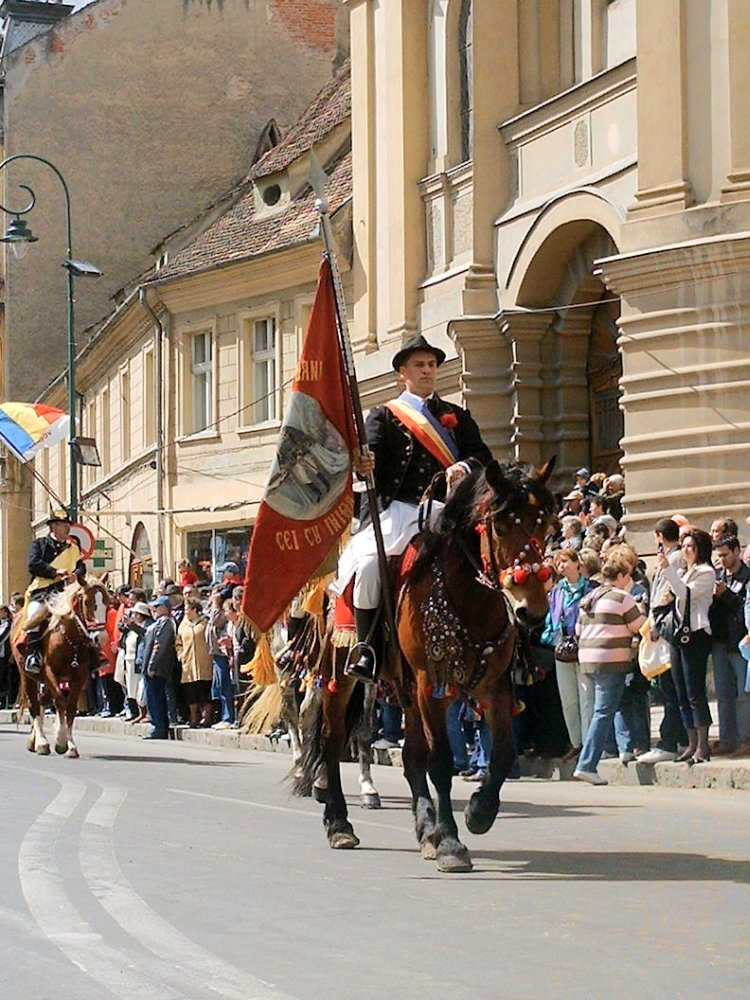
June Bătrân purtând steagul grupului

Bineînțeles că și în onomastica grupului există o nepotrivire, tânăr (june) — bătrân. Istoricește explicația o găsim în necesitatea îngroșării rândurilor celor ce luptau pentru apărarea ținutului. Organizația Junilor Bătrâni are ca membri bărbați căsătoriți din zona „Pe Tocile”.
Vestimentar, Junii Bătrâni poartă costum identic cu cel al Junilor Tineri, dar fără panglici la pălărie, fiind și aceasta o dovadă a originii comune a celor două grupuri. În ultimul timp, exceptând șergile, membrii companiei poartă tricolorul ca panglică în bandulieră. Pe piept poartă lenta tricoloră.
În vechime, bătrânii - de fapt oamenii căsătoriți - însoțeau alaiul așezându-se în urma grupurilor de juni, iar ca grup sub numele de Juni Bătrâni s-au constituit doar după 1877.
Ei organizează parastasul Junilor, după tradiție, în ziua de Florii la Biserica Sfânta Treime - Pe Tocile. Jocurile strămoșești au loc la Crucea din Variște, ridicată în 1816 de protopopul Voina Pitiș. Locul este cunoscut și sub numele de „Pajiștea Mare”, și aici sunt invitați și Junii Tineri, care scot fetele la joc. Organizează și participă de asemenea la maialuri, prilej cu care confecționează cocardele cu tricolor și le împart celor prezenți în schimbul unei danii. Unul dintre maialurile tradiționale este cel din „Poarta Mică”, organizat de obicei în luna septembrie (în ultimii ani s-a renunțat la aceasta).

Din bunurile păstrate azi în cadrul societății Junilor Bătrâni (autorizați în 1991), după informațiile date de președintele grupului Nicolae Văcaru, dețin următoarele: steagul societății, confecționat în 1977 în contextul sărbătorii centenarului Independenței, care poartă vechiul suport de lemn ținte, care menționează numele tuturor membrilor; buzdugane, lente, ruji, bițcăne, o colecție de documente; vechile tablouri ale Junilor Bătrâni. Sediul societății este la Biserica Sfânta Treime - Pe Tocile. Se găsesc în litigiu cu cei ce au acaparat, după „naționalizare”, „Cabana Junilor” din Poiană și au transformat-o în restaurant.

### Junii Curcani

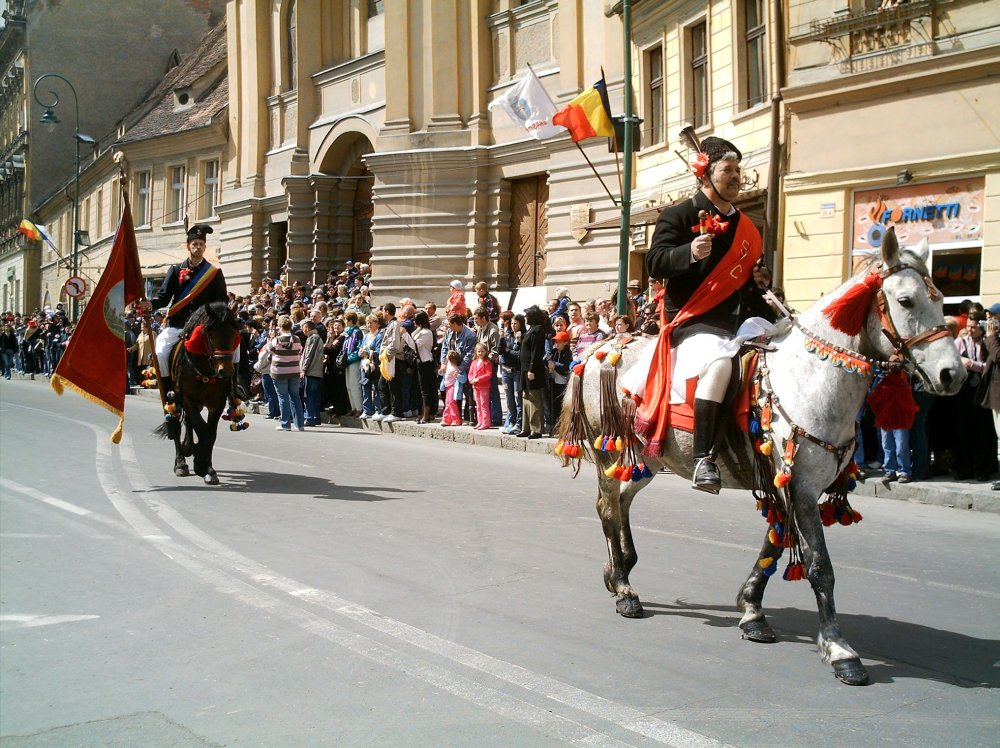
Junii Curcani — în stânga un june ținând steagul, iar în dreapta vătaful grupului

. Compania s-a format în anul 1879 din rândul bărbaților căsătoriți care locuiau „Pe Coastă”. Numele de „Curcani” corespunde companiei omonime acoperite de glorie în războiul pentru Independență de la 1877 a României, în condițiile în care românii din Ardeal nu puteau participa la acest mare război, or preluarea acestor costume la numai doi ani după marele eveniment este evident un răspuns la participarea afectivă a românilor din Șcheii Brașovului, costumul devenind un simbol. El este asemănător cu cel al Junilor Tineri, cu singura deosebire că, în loc de pălării, poartă niște căciuli negre „cu țoc”, împodobite cu pene de curcan și susținute sub bărbie cu o curea fină. Aceste căciuli amintesc de cea a lui Mihai Viteazul, ca și la Junii Albiori, motiv pentru care pe steagul companiei apare chipul eroului unității naționale, precum și tricolorul românesc.
Actualul steag a fost confecționat în 1977, prilejuit de centenarul Independenței, purtând pe o parte chipul marelui voievod Mihai Viteazul și pe alta un june curcan, iar pe lance plăcuțe metalice gravate cu numele membrilor.
Ei organizează jocuri strămoșești în fiecare an, în ziua de „Sânchetru” (Sfinții Petru și Pavel — 29 iunie) la Crucea Mușicoiului, o impresionantă troiță datând din anul 1671, fiind ridicată de protopopul Băilă și refăcută de Nicolae Stinghe Oaie in 1902. În vechime Junii Curcani organizau maialuri împreună cu Junii Dorobanți pe Șaua Tâmpei, acest maial a fost  reluat cu  sprijinul Ministerului Culturii în anul 2013. Cea de-a doua troiță protejată de Junii Curcani este cea din Grui, cunoscută și sub numele de Crucea de la Știm, ridicată în anul 1781 de cei șapte frați Voina și refăcut de Nicolae Muntean-Stim. Tot ei protejează troița lui Gheorghe Tănasie, ridicată pe aceeași stradă în anul 1867 pe locul altei troițe (a lui Gheorghe Anania, 1761).
Parastasele Junilor Curcani au loc la Biserica Sfântul Nicolae din Șcheii Brașovului.

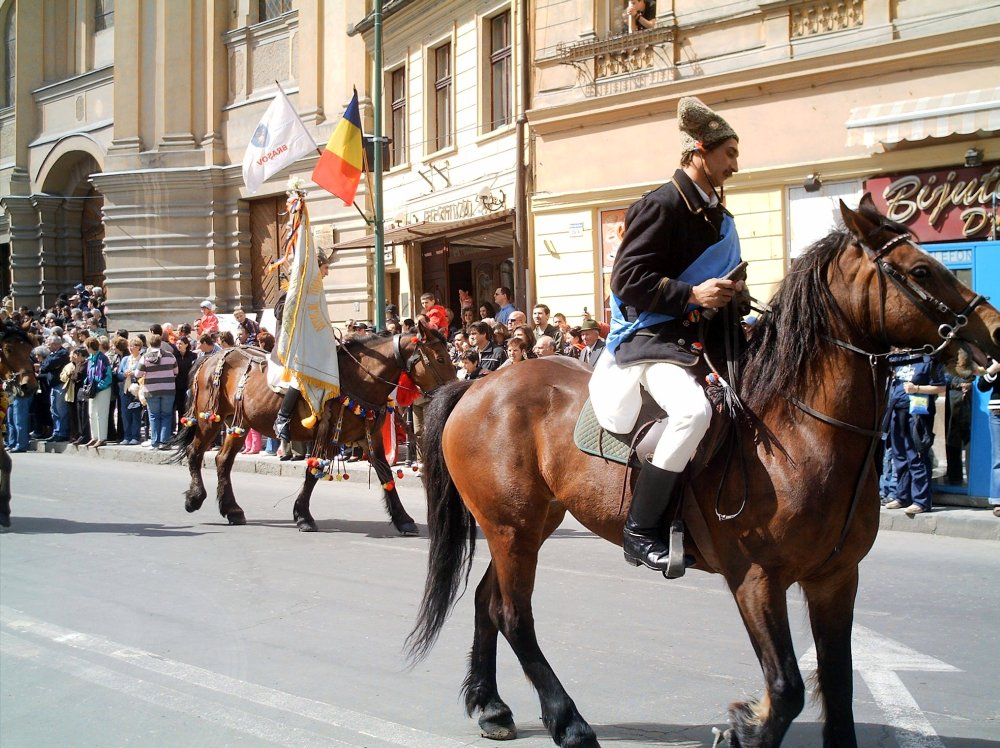
Junii Dorobanți, steagul și vătaful

### Junii Dorobanți
Junii Dorobanți au funcționat împreună cu Junii Curcani din 1879, desprinzându-se de aceștia începând cu anul 1924 și devenind un grup distinct. Monografia „Junii Dorobanți” pune în discuție anul 1923, ca an al scindării grupului Junilor Curcani, prin prezentarea unui registru de procese verbale al Dorobanților în care apare menționat anul 1923. 
Primul steag a fost confecționat în anul 1926. Păstrează pe actualul steag al companiei lor (alcătuit în 1977, prilejuit de centenarul Independenței), imaginea unui erou de la 1877, descris de Vasile Alecsandri în poezia „Dorobanțul”. Vechiul steag a dispărut în condițiile tulburi ale anului 1948, când prin decret guvernamental au fost desființate toate grupurile de juni.
Din 1938 Junii Dorobanți au dobândit personalitate juridică.
Costumul este asemănător Junilor Curcani, cu singura deosebire că poartă o căciulă sură, model Mihai Viteazul, pe care apare stema Țării Românești. și cei doi lei. În rândurile Dorobanților sunt recrutați juni căsătoriți de pe străzile aparținătoare zonei Curcanilor și Pajiștei și Valea Tei, Valea Morilor și Prund.
Junii Dorobanți organizează de Sfânta Maria Mare „Jocul Strămoșesc de la Crucea Dreptății”, la „Fântânița Popii”, din capătul străzii Pajiștei, aceasta fiind ridicată în 1919 de Ioan Peligrad și soția sa Elena, născută Pulpaș. În trecut  Junii Dorobanți  organizau și un maial la Crucea Dreptății. 
Complementar grupului Junilor Dorobanți, funcționa în Șchei  „Societatea Pajiștenilor - Crucea Dreptății” al cărui statut a fost publicat în tipografia brașoveană a lui Johann Göth, care avea ca scop „cultivarea spiritului de societate în tinerime, nobilimea moravurilor și dezvoltarea inteligenței, îndemnul la muncă și economie”.
La ora actuală Junii Dorobanți au 65 de membri, dintre care 17 junițe, înscrise în grup. Din 1993 funcționează cu personalitate juridică „Societatea Junilor Dorobanți”.

### Junii Brașovecheni

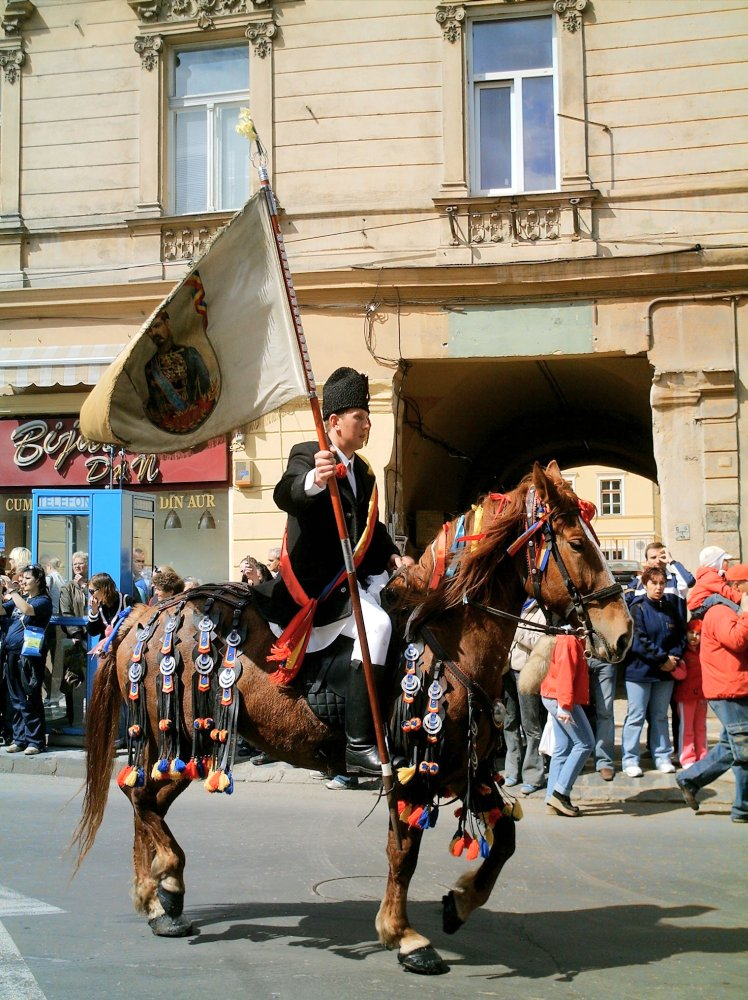
Junii Brașovecheni și steagul acestora

În ciuda faptului că se știa că acest grup s-a constituit în anul 1922, obținând statut juridic în 1929, din rândul românilor șcheieni stabiliți în Brașovechi (Brașovul Vechi), ca semn al trăirii istorice comune cu românii din Șcheii Brașovului, se păstrează un statut de existență a junilor din Brașovul Vechi de la anul 1851 similar cu al celor din Șcheii Brașovului
Ei sunt o "imitație" a Junilor Bătrâni, atât în protocolul organizării, cât și în port, cu deosebirea că, în loc de pălării, poartă căciula simplă țurcană cu „țugui”.
Maialurile le organizează la „Foișorul” din Brașovechi, din strada Cloșca, într-un spațiu dominat de o frumoasă troiță ridicată în 1910 de Ioan și Maria Voicu. Sub îngrijirea lor se găseau și alte troițe: Troița de pe strada Sitei, ridicată în anul 1867 de Elena Radovici și Troița de la Paloș, ridicată de Ioan Grecu Manole, Gheorghe Achim cu soția, Ana și Gheorghe Perșinaru la 1850. Tot lor li se atribuie Troița din Răcădău, ridicată în 1866 de Petru și Ana Olaru.
În perioada interbelică, la inițiativa Parohiei Ortodoxe Brașovul Vechi, Junii Brașovecheni „pun umarul” atât fizic cât și financiar la construcția "Casei Culturale Brașovul Vechi", clădire aflată azi pe strada Bisericii Române, reprezentând actuala Opera Brașov.
Recent, în curtea Bisericii „Adormirea Maicii Domnului” din Brașovechi s-a ridicat o troiță păstrând următoarea inscripție: „Glorie eternă Junilor și credincioșilor brașoveni, care s-au jertfit pe altarul neamului și bisericii strămoșești. Brașov, 15 august 1995”
Steagul lor de astăzi păstrează chipul Domnitorului Alexandru Ioan Cuza și un june brașovechean călare, reconstituit în anul 2007 după modelul celui din 1977 făcut cu prilejul centenarului Independenței de Stat a României.
Din 1929 funcționează „Societatea Junilor Brașovecheni”, avându-l astăzi ca președinte pe Mihai Ioan Moraru.
De curând s-a inaugurat un frumos Muzeu al Junilor Brașovecheni în incinta Bisericii „Adormirea Maicii Domnului” din Brașovul Vechi, muzeu în care sunt expuse documente, obiecte vestimentare, steagul din 1977 și cel din 2007 albume foto și tablouri ale Junilor Brașovecheni făcute de-a lungul timpului, arhiva video și istoricul Societății Junilor Brașovecheni din 1851 până în prezent.

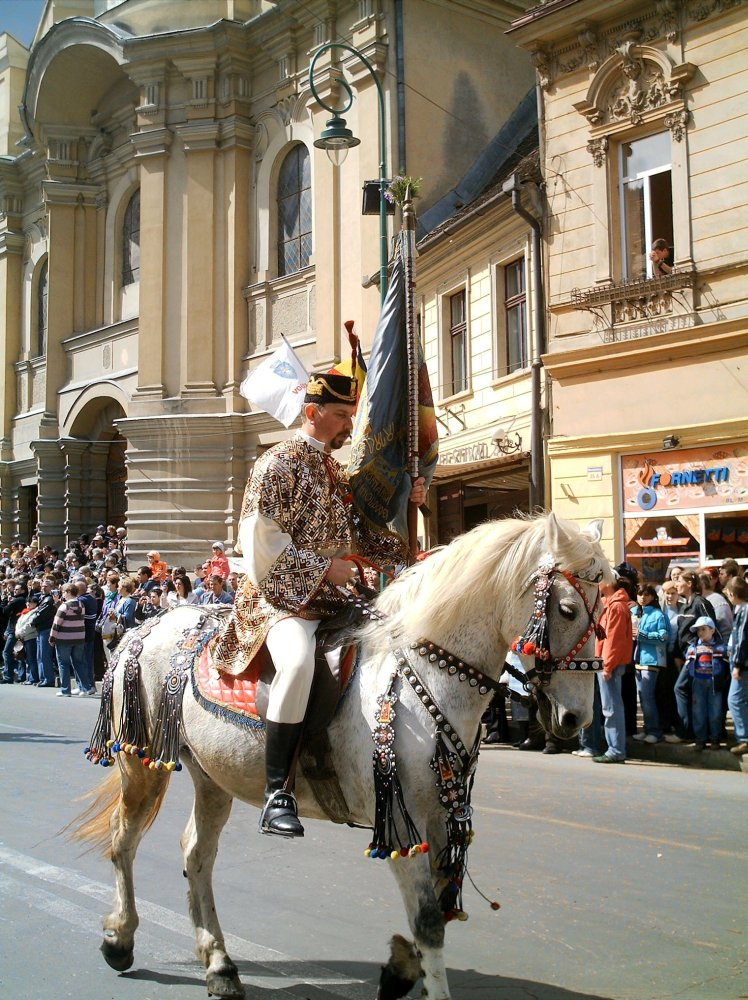
June Roșior împreună cu steagul grupului

### Junii Roșiori
Societatea  Junilor Roșiori este constituită din bărbați căsătoriți proveniți mai ales din zona nord-vestică a Șcheiului, numită de localnici Cacova. Cacova este cuprinsă în valea dintre străzile „Podul lui Grid” și „General Moșoiu”, fiind cea mai nouă parte a cartierului Șchei, în urma așezării pe aceste meleaguri a românilor izgoniți din Apața și Crizbav de către Sigismund de Luxemburg în secolul al XIV-lea. Junii Roșiori constituie un grup care, prin accesoriile costumului și onomastică, amintește de Războiul de Independență din 1877-1878. Grupul Junilor Roșiori a fost fondat în 1908 prin scindarea Societății Junilor Naționali Albi, din care s-au desprins cacovenii, care astfel au organizat un grup separat.
În procesiunea festivă la Pietrele lui Solomon, Junii Roșiori poartă costumul cel mai pitoresc: cămașa le este bogat brodată cu motive populare  românești, decorate cu mii de paiete din argint aurit sau alamă, chimirul sau „șerparul” este cusut cu mărgele și fluturi aurii. „Lăibăricile” sunt din dimie albă, brodate cu ibrișin negru, ele sunt împodobite si cu găitane. O particularitate  insemnată a portului Junilor Roșiori constă în faptul că vătaful  poartă lăibărica pe umărul stâng, iar ceilalți juni roșiori o poartă pe umărul drept. Caracteristica lor — de unde și numele — este căciula de roșior cu „pompon roșu”. Din spusele unor bătrâni reiese că actualele căciuli sunt date ca model de Nicolae Iorga, care le procurase de la regina Maria dupa ce aceasta  promisese în 1926 să ajute chiar și in plan material  tradițiile junilor. Astfel, regina Maria, în calitate de colonel onorific al Regimentului 4 Roșiori, a reușit să transmită junilor aceste elemente ale uniformei de  paradă a militarilor din acest  regiment. 
Actualul steag este confecționat din mătase la 1977, cu prilejul centenarului Independenței, purtând pe una dintre fețe chipul voievodului Mihai Viteazul, iar pe cealaltă față, un June Roșior. Suportul steagului are placate în metal numele membrilor grupului.
Anual organizează maialul la Troița de la Pietriș, cunoscută și sub numele de Crucea lui Furnică, fiind ridicată de Dumitru și Paraschiva Furnică în anul 1930, înlocuind vechea troiță a lui Iosif Notar și soția sa, Paraschiva, din anul 1909. Adeseori făceau maialuri în Duminica Mironosițelor și la Troița de la Șargu (actuala stradă Traian Moșoiu), ridicată de vechea familie Stinghe.

În Muzeul Junilor din Șchei se păstrează cel mai vechi costum de roșior, dăruit de cunoscutul organizator și conducător al Junilor Roșiori, Gheorghe Gal. Tot de la el se păstrează diverse obiecte etnografice, legate de acest obicei.

### Junii Albiori

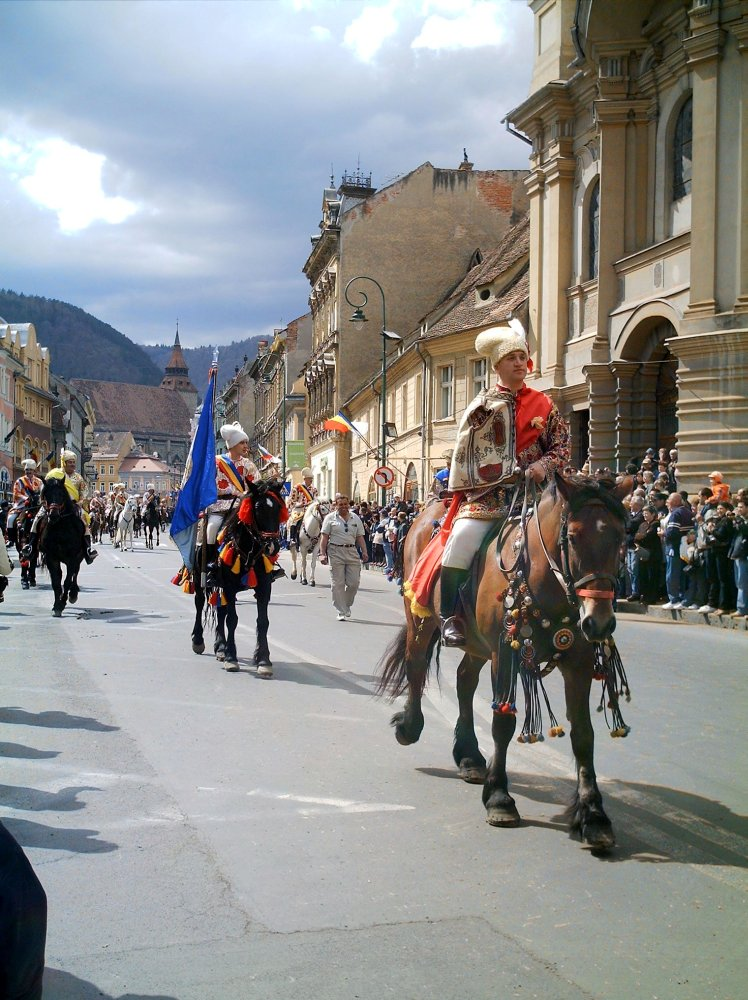
Junii Albiori — steagul și vătaful

Numiți din vechime „ăi albi”, deoarece costumul lor era alcătuit din veșminte albe, Junii Albiori (Junii Naționali Albi) s-au construit în anul 1860 în contextul înființării Asociațiunii Transilvănene pentru Cultura și Literatura Poporului Român (ASTRA), în marea lor majoritate făcând parte din breslele măcelarilor și negustorilor din Șcheii Brașovului. Costumul lor diferă de cel al Junilor Tineri și Bătrâni prin cămășile de pânză albă, scoase în afară, lungi până la genunchi și largi, în 12 clini, împodobite cu fluturi aurii și broderii în motive românești. Sunt încălțați cu cizme, iar pe cap poartă o căciulă de blană albă. Inițial purtau căciulă neagră, dar, pentru a se distinge de celelalte grupuri, și-au confecționat căciuli albe cu „țoc”, ca la Junii Curcani, susținute sub bărbie cu o curea, modelul amintind de căciula lui Mihai Viteazul, care în condițiile celor trei popasuri brașovene a avut bune legături cu românii din Șcheii Brașovului. (Oferă Bisericii Sfântul Nicolae un „valtrap” — covoraș, aflat astăzi în proprietatea Bisericii Negre; este pictat de Nicolae Cretanul în tinda Bisericii din Șcheii Brașovului, pictură refăcută de Costin Petrescu la 1946; lasă drept danie pentru Biserică moșia Micșunești-Ilfov; solicită ajutor junilor din Șcheii Brașovului pentru a forța porțile cetății, după ce acestea fuseseră închise abuziv de judele brașovean, după întoarcerea lui Mihai Viteazul din Moldova.) Nu întâmplător toate grupurile de juni poartă pe steagurile lor chipul marelui voievod.
La brâu, Junii Naționali Albi au un chimir lat cusut cu motive naționale și numai vătaful poartă o lăibărică albă cu găitane negre și pe margini cu cusături, țesute cu „troaca” (un război de țesut arhaic, cu ciocănele, care a dat șcheienilor porecla de „trocari”). Astăzi, contrar vechiului obicei, Junii Albiori, în cadrul încolonării spre Pietrele lui Solomon și înapoi, nu mai ocupă locul al treilea, ci ultimul, permițând Roșiorilor, Curcanilor, Dorobanților și chiar Brașovechenilor să defileze în fața lor, Abiorii încheind plutonul.
Actualul steag este confecționat în 1977, cu ocazia centenarului Războiului pentru Independență, el purtând pe o parte portretul marelui poet al deșteptării noastre Andrei Mureșianu, iar pe cealaltă parte un June Albior. Suportul steagului, confecționat din lemn, poartă plăcuțe metalice (ținte) cu numele și prenumele tuturor membrilor grupului.
Ei protejează troița cunoscută sub numele „La ăle două Cruci”, dintre care doar una se păstrează în zona „Pe după Grădini”, ridicată la 1896 de Vasile Munteanu și soția sa Paraschiva, născută Pitiș.

## Galerie de imagini

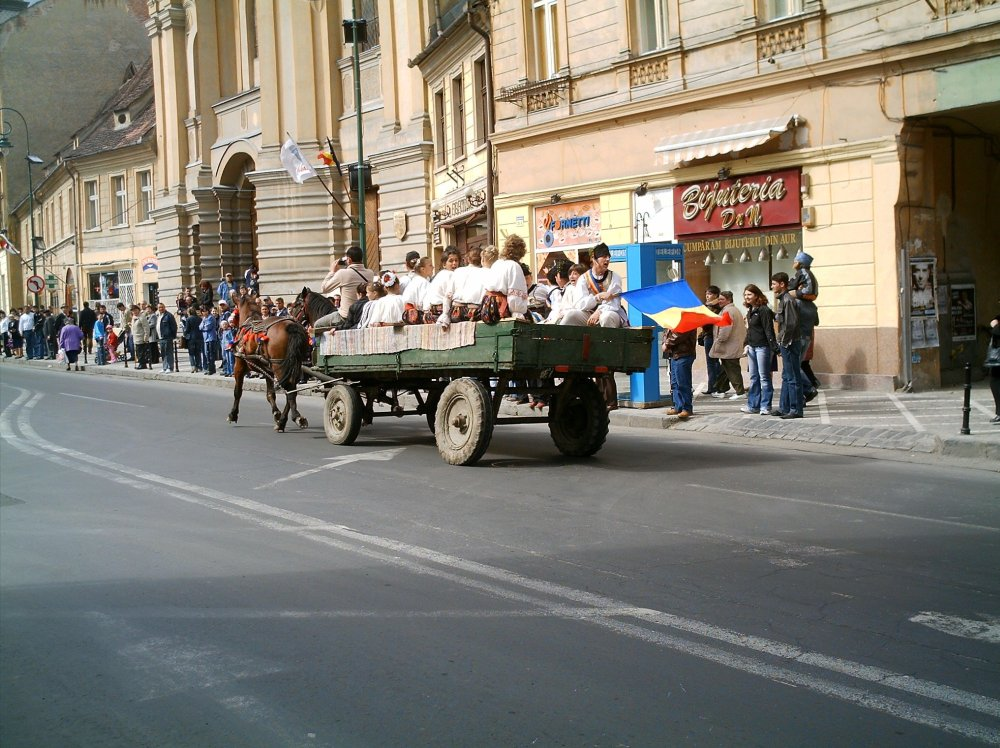
Junii Brașoveni (începutul paradei)
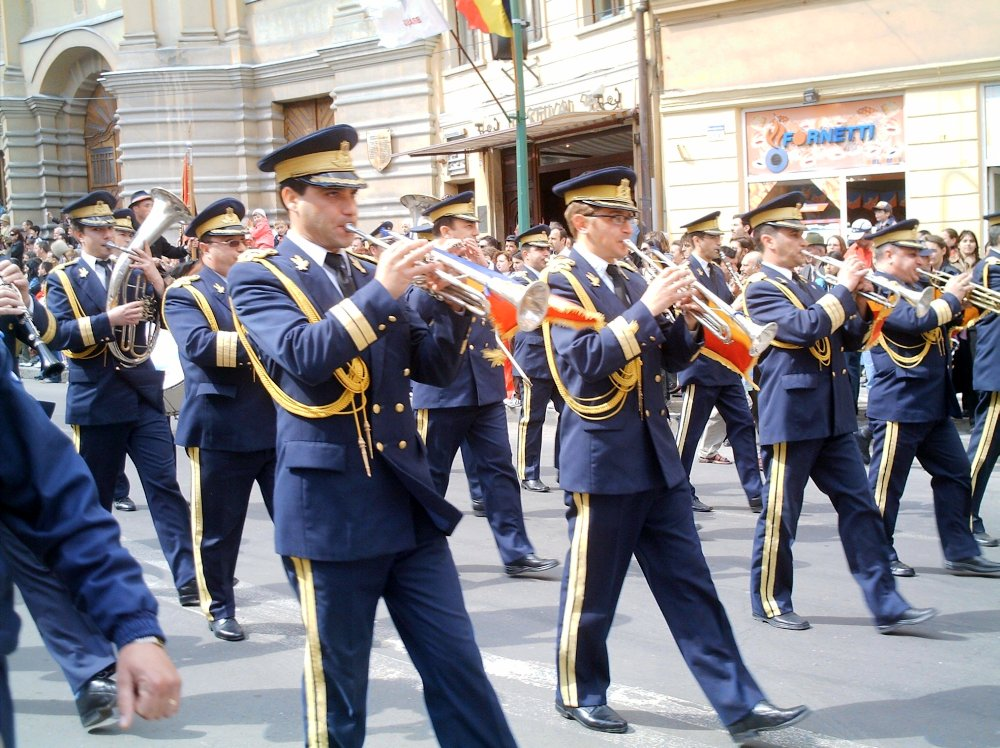
Fanfara Militară
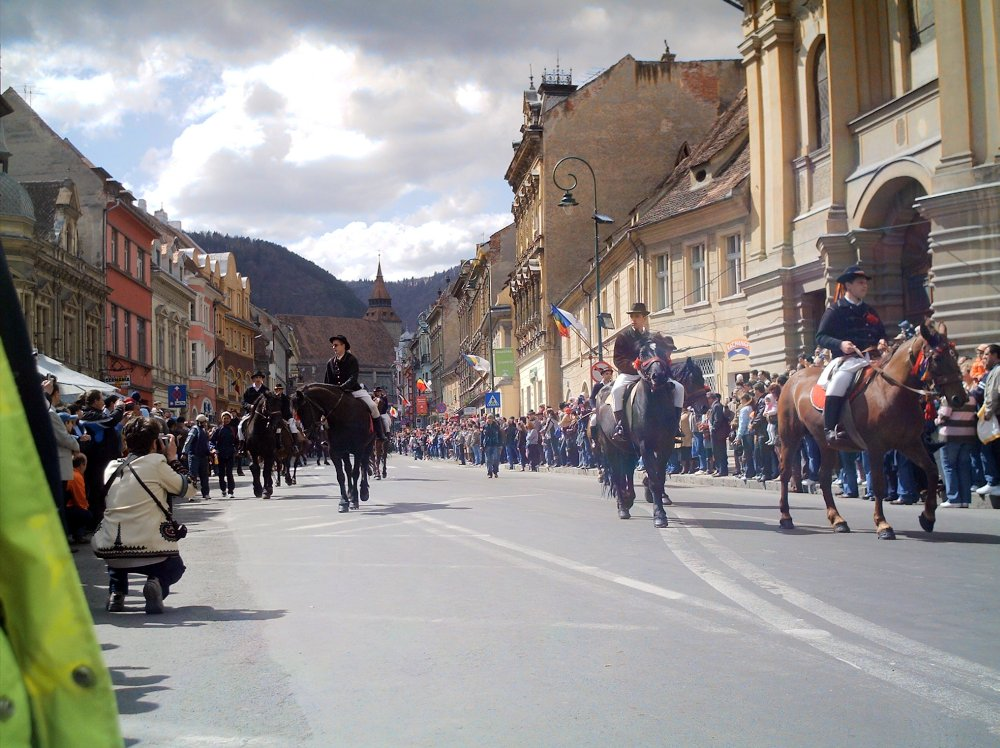
Junii Tineri
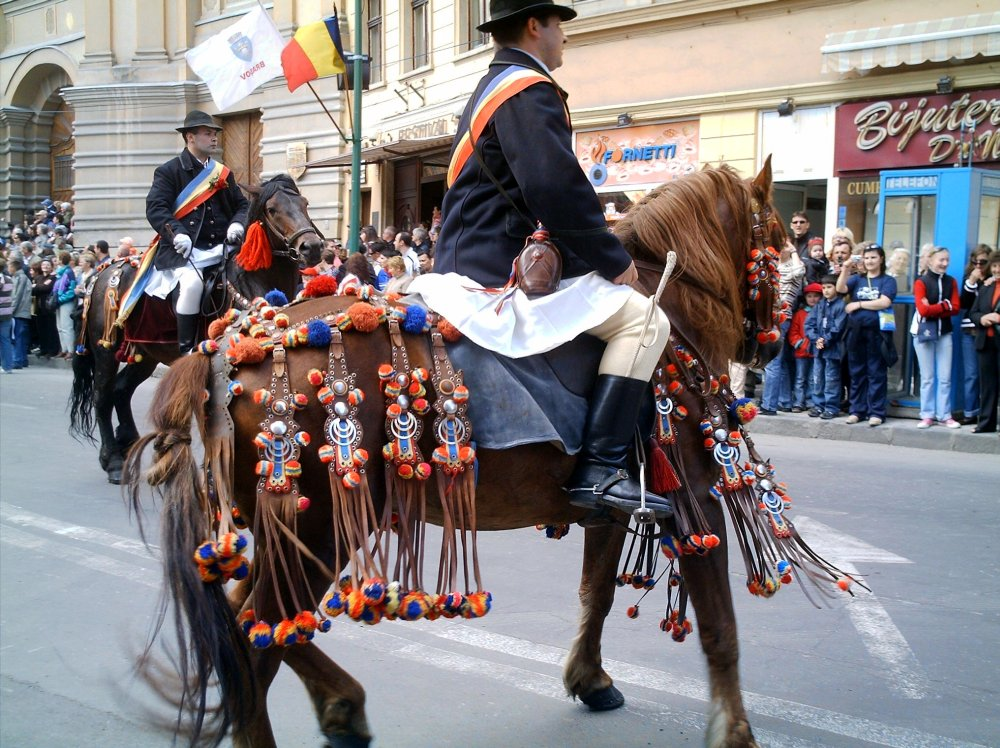
Junii Bătrâni
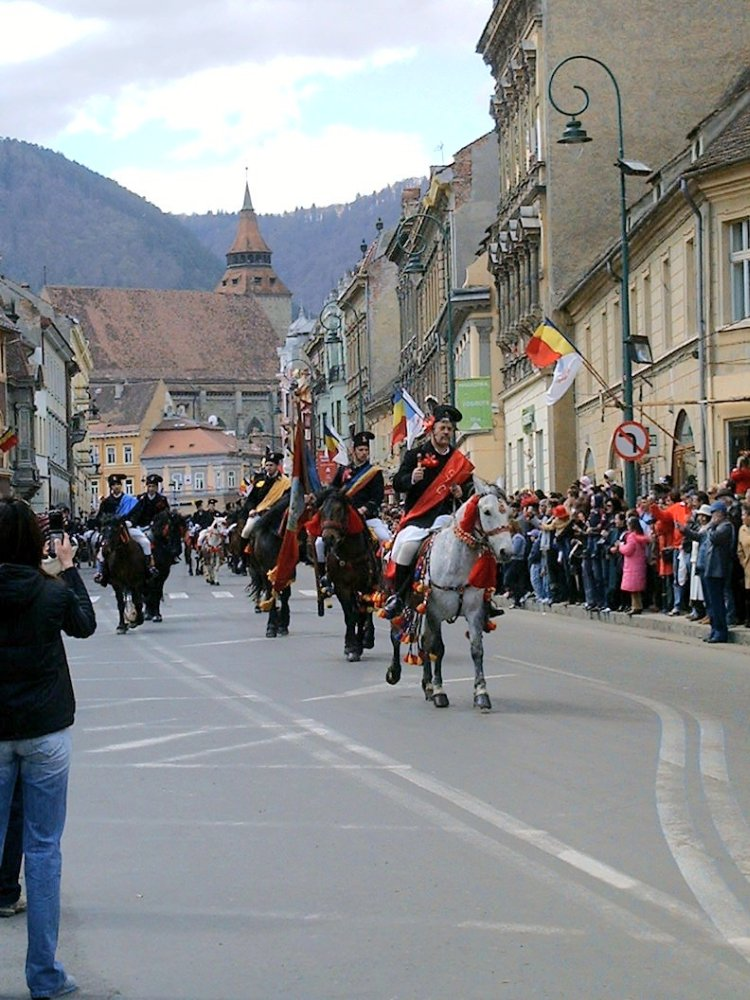
Junii Curcani
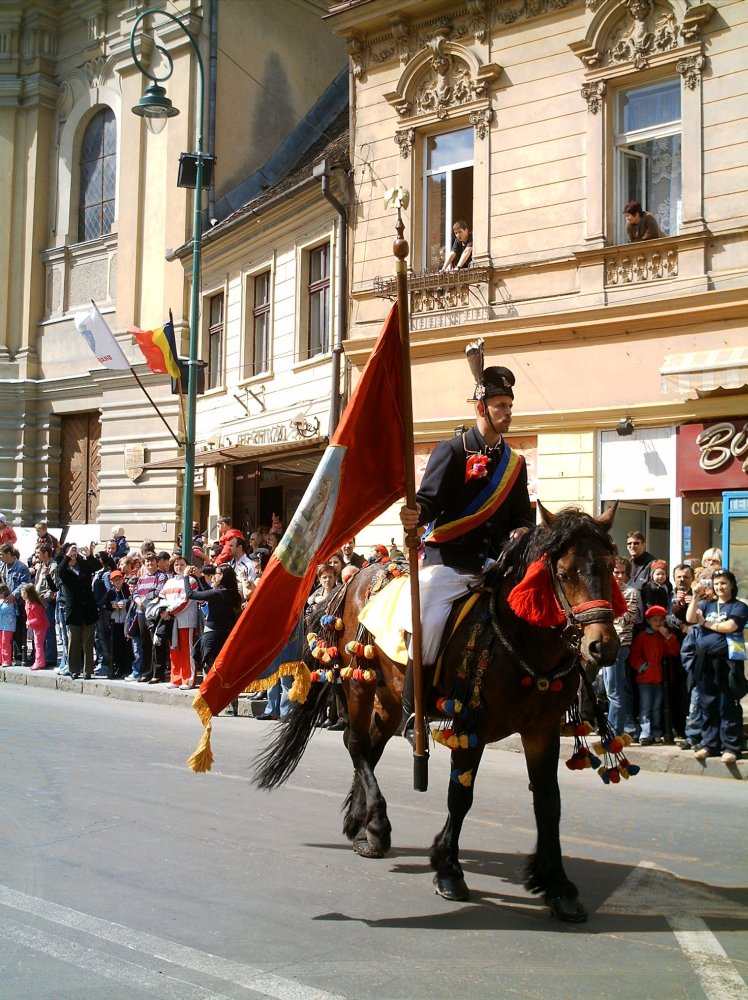
Junii Curcani — stegarul
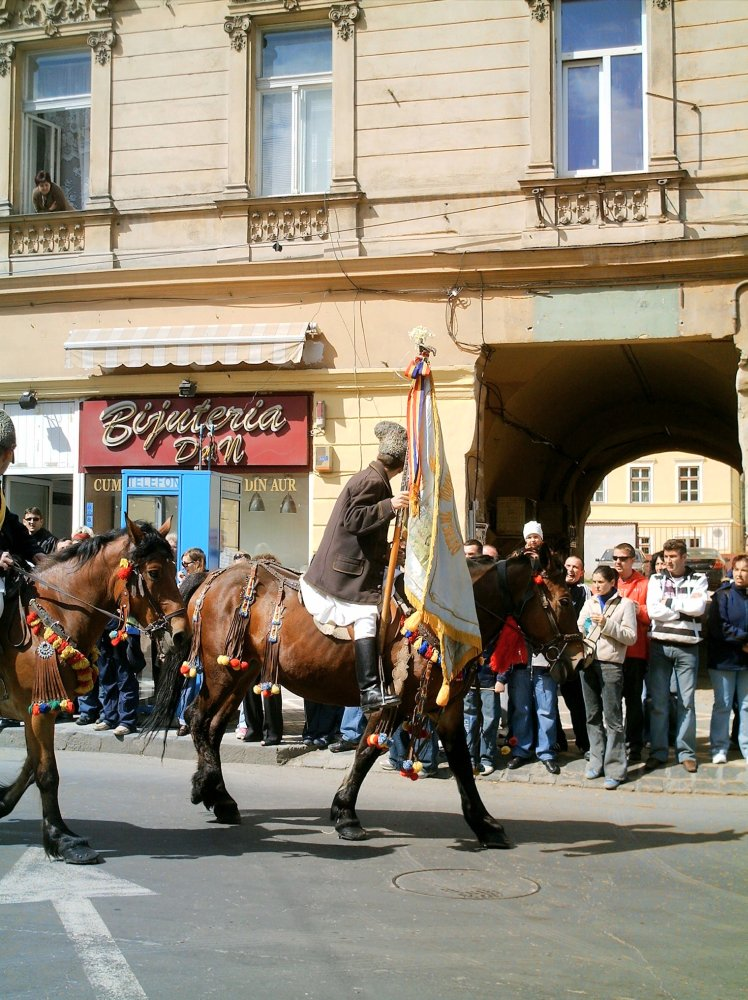
Junii Dorobanți — stegarul
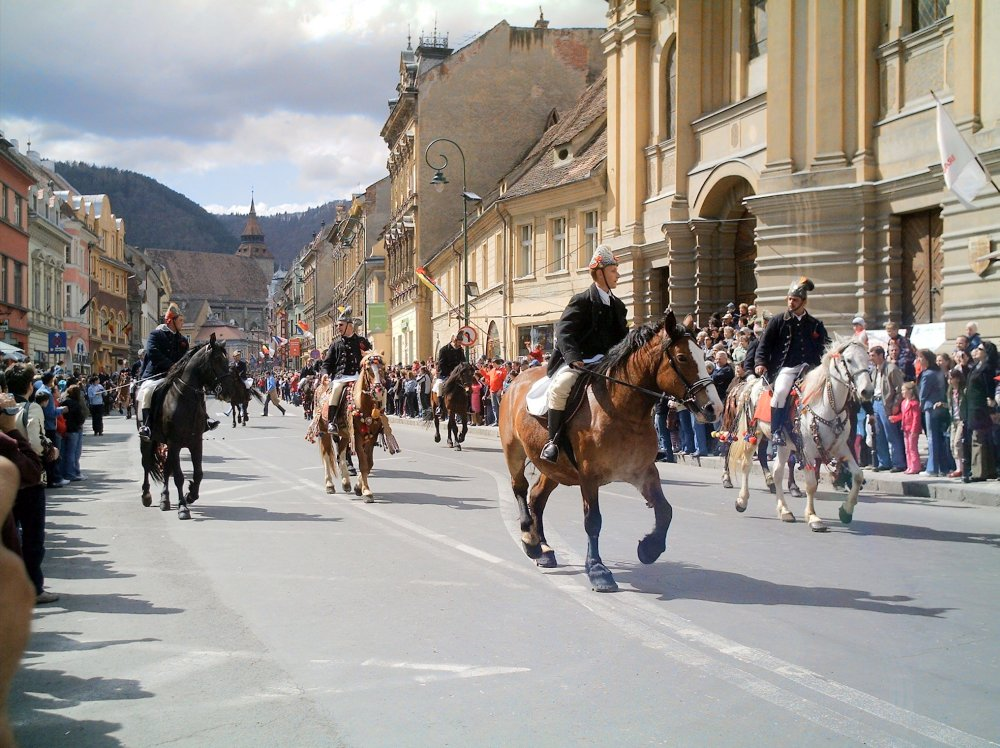
Junii Dorobanți
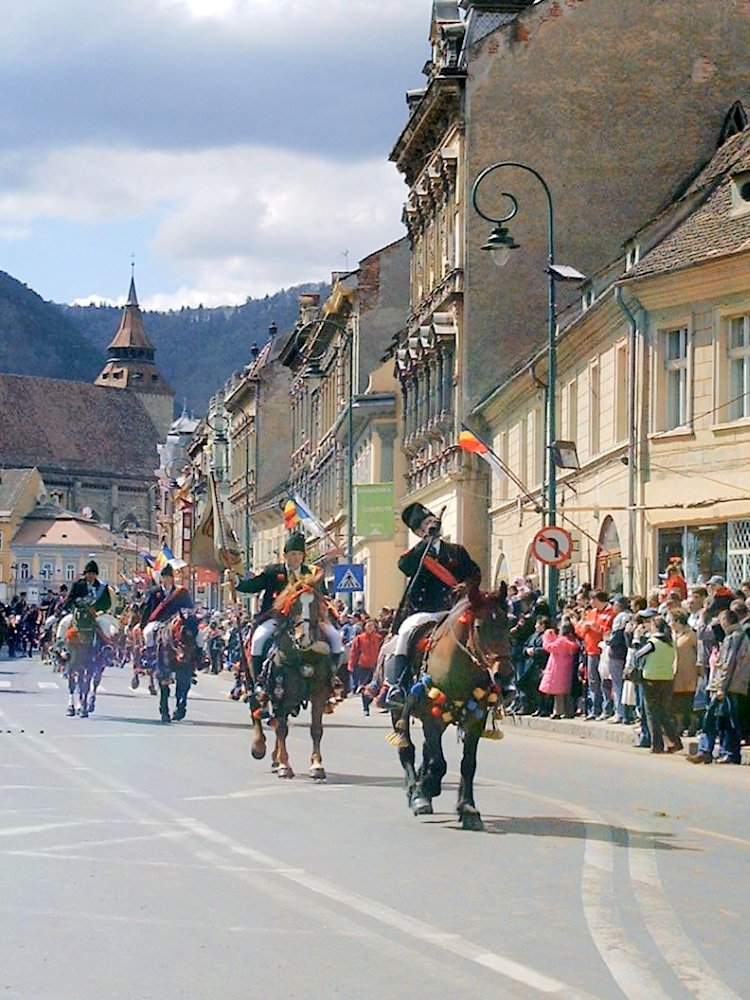
Junii Brașovecheni
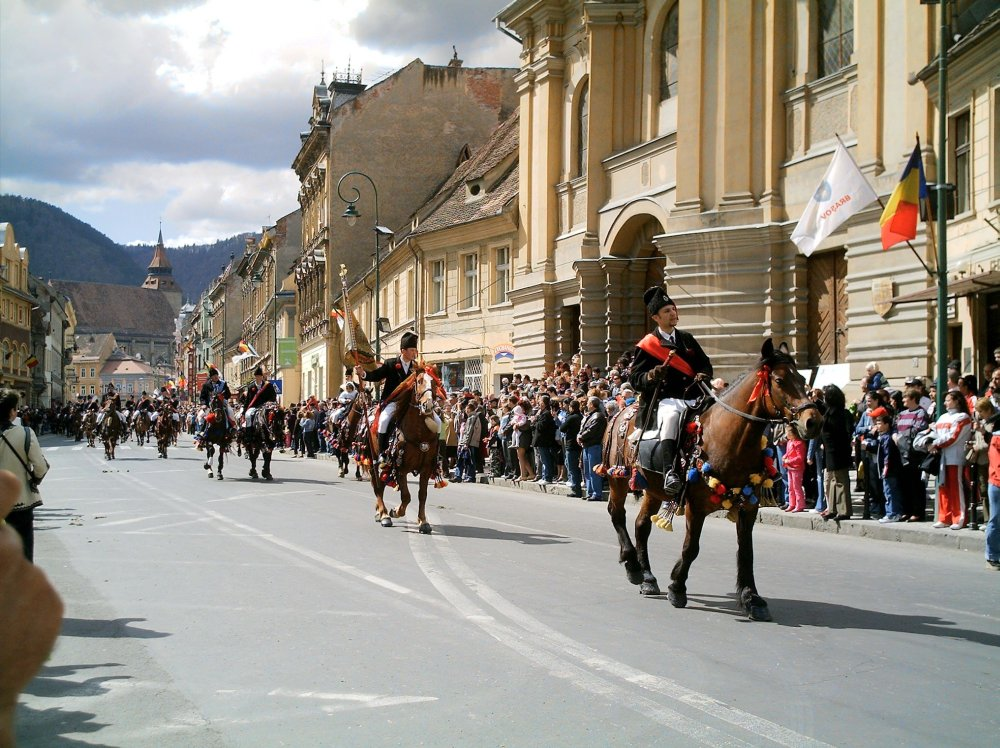
Junii Brașovecheni — vătaful și stegarul
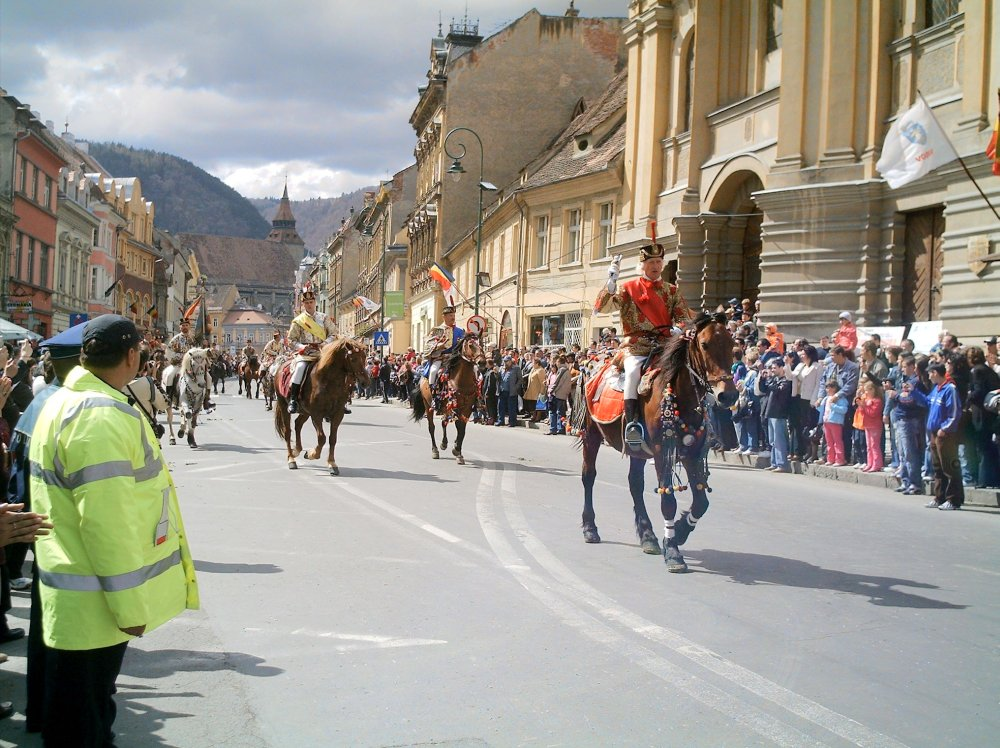
Junii Roșiori — vătaful
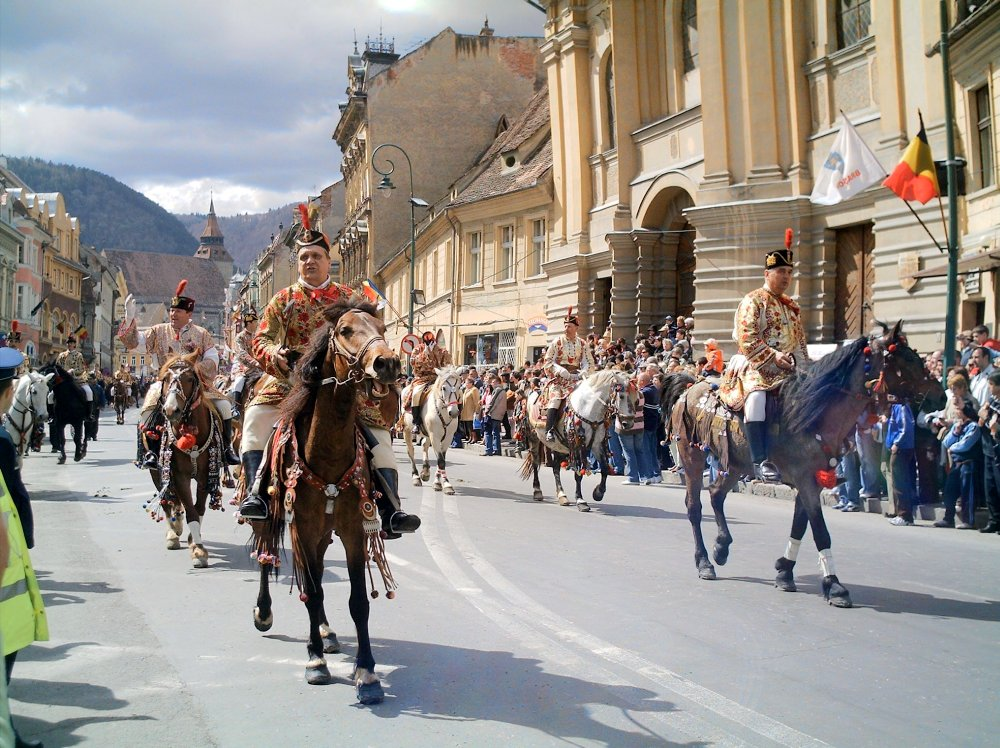
Junii Roșiori
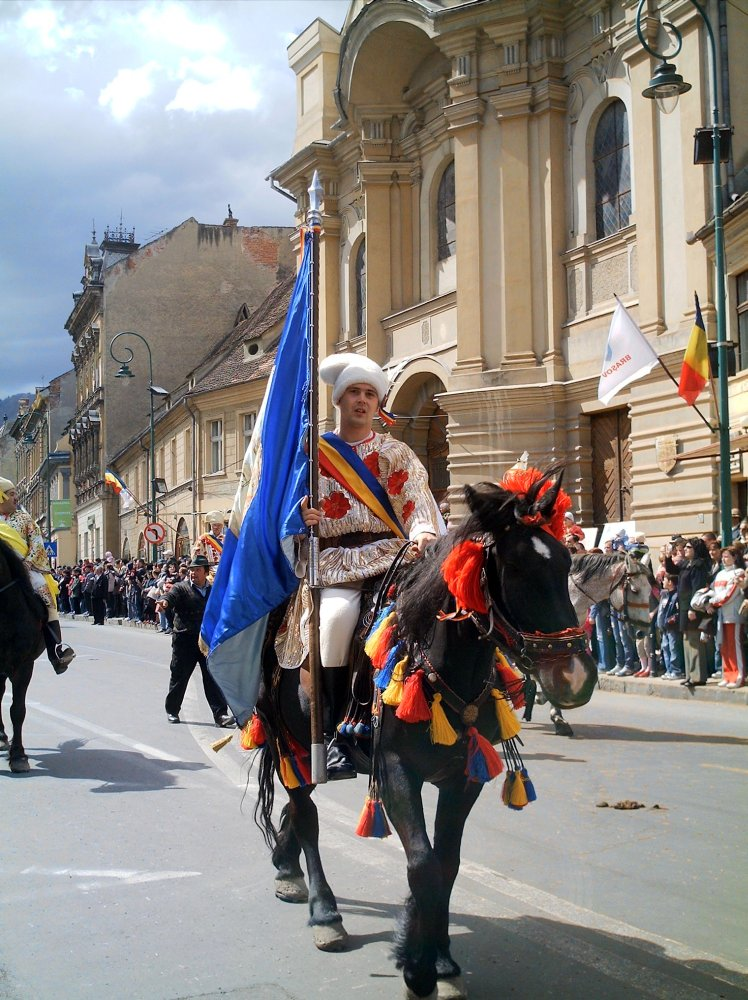
Junii Albiori — stegarul
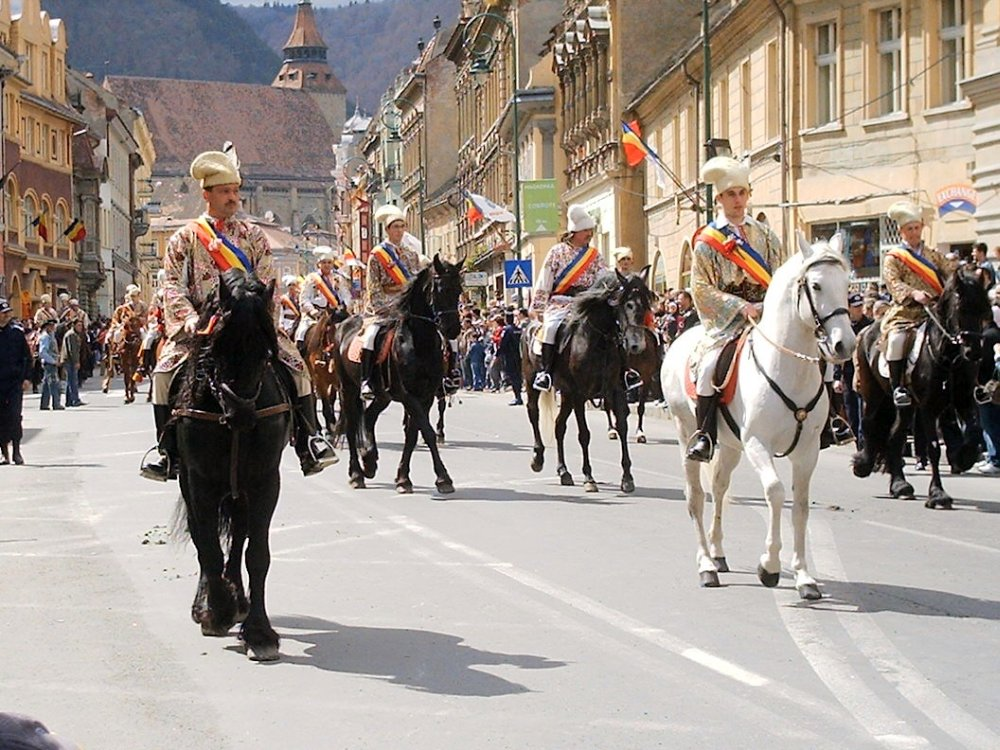
Junii Albiori
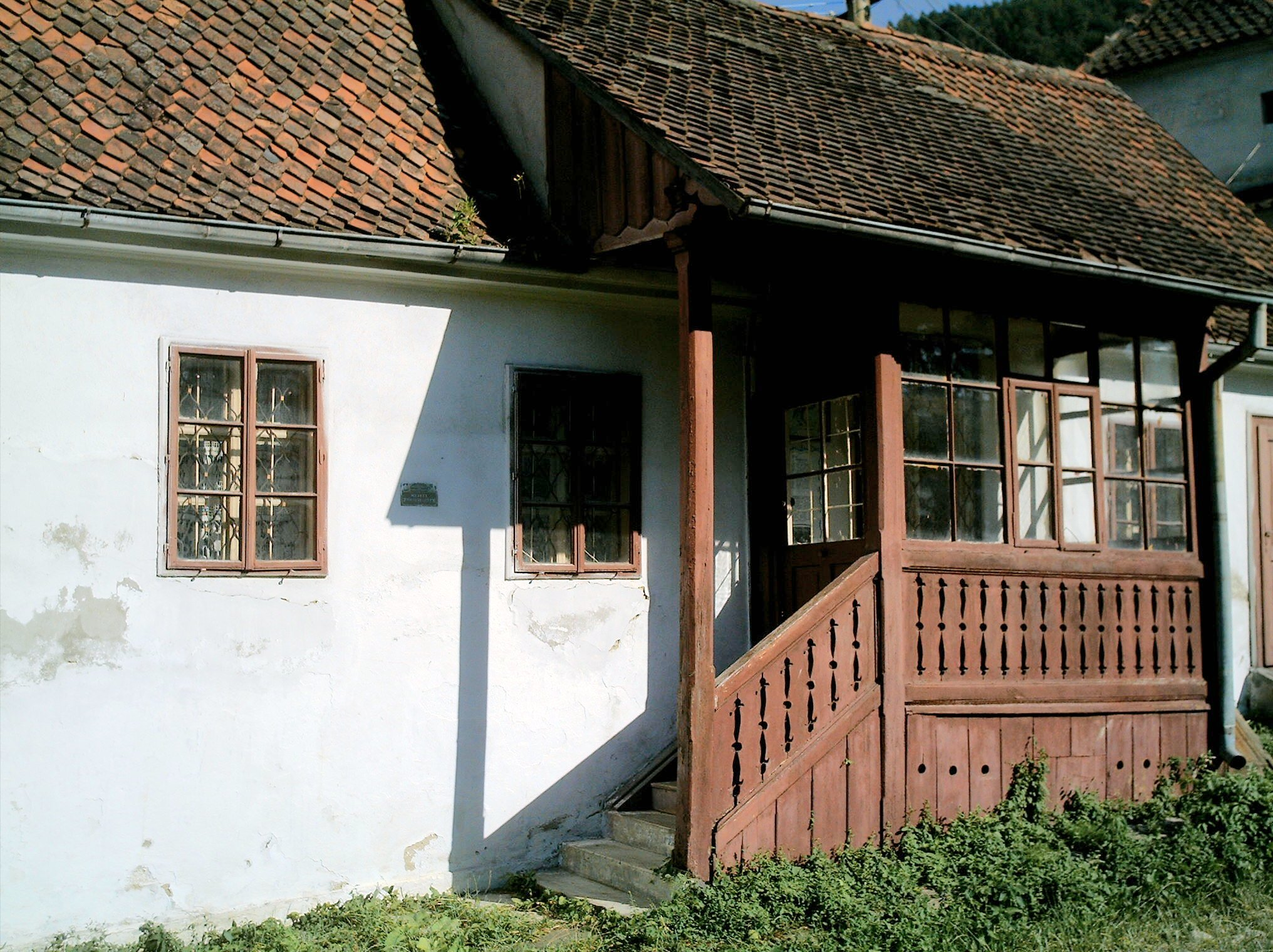
Muzeul Junilor din curtea Bisericii Sfântul Nicolae